# Richard Vogel
Richard Vogel (Ostrava, 13 agosto 1964) è un ex tennista cecoslovacco, successivamente ceco.

## Carriera
In carriera ha vinto un titolo nel doppio, il Croatia Open Umag nel 1992, in coppia con David Prinosil, battendo Sander Groen e Lars Koslowski per 6-3, 6-7, 7-6.

## Statistiche

### Doppio

#### Vittorie (1)
| Numero | Anno           | Torneo                   | Superficie  | Compagno       | Avversari in finale         | Punteggio     |
| 1.     | 30 agosto 1992 | Croatia Open Umag, Umago | Terra rossa | David Prinosil | Sander Groen Lars Koslowski | 6-3, 6-7, 7-6 |